# العلاقات الإريترية النيوزيلندية
العلاقات الإريترية النيوزيلندية هي العلاقات الثنائية التي تجمع بين إريتريا ونيوزيلندا.

## مقارنة بين البلدين
هذه مقارنة عامة ومرجعية للدولتين:
| وجه المقارنة                                              | إريتريا                                      | نيوزيلندا                                              |
| --------------------------------------------------------- | -------------------------------------------- | ------------------------------------------------------ |
| المساحة (كم2)                                             | 117.60 ألف                                   | 268.02 ألف                                             |
| عدد السكان (نسمة)                                         | 6.33 مليون                                   | 4.24 مليون                                             |
| الكثافة السكانية (ن./كم²)                                 | 53.83                                        | 15.82                                                  |
| العاصمة                                                   | أسمرة                                        | ويلينغتون، أوكلاند                                     |
| اللغة الرسمية                                             | اللغة التغرينية، اللغة العربية، لغة إنجليزية | لغة إنجليزية، اللغة الماورية، لغة الإشارة النيوزيلندية |
| العملة                                                    | ناكفا                                        | دولار نيوزيلندي، الجنيه النيوزيلندي                    |
| الناتج المحلي الإجمالي (بليون دولار)                      | 2.61 مليار                                   | 205.85 مليار                                           |
| الناتج المحلي الإجمالي (تعادل القوة الشرائية) بليون دولار |                                              |                                                        |
| الناتج المحلي الإجمالي الاسمي للفرد دولار أمريكي          |                                              |                                                        |
| الناتج المحلي الإجمالي للفرد دولار أمريكي                 |                                              |                                                        |
| مؤشر التنمية البشرية                                      | 0.391                                        | 0.914                                                  |
| رمز المكالمات الدولي                                      | +291                                         | +64                                                    |
| رمز الإنترنت                                              | .er                                          | .nz                                                    |
| المنطقة الزمنية                                           | ت ع م+03:00                                  | ت ع م+13:00، ت ع م+12:00                               |

## منظمات دولية مشتركة
يشترك البلدان في عضوية مجموعة من المنظمات الدولية، منها:
| علم المنظمة | اسم المنظمة                        | تاريخ انضمام إريتريا | تاريخ انضمام نيوزيلندا |
| ----------- | ---------------------------------- | -------------------- | ---------------------- |
|             | مؤسسة التمويل الدولية              | 11 أكتوبر 1995       | 31 أغسطس 1961          |
|             | منظمة حظر الأسلحة الكيميائية       | ?                    | ?                      |
|             | يونسكو                             | 2 سبتمبر 1993        | 4 نوفمبر 1946          |
|             | الاتحاد الدولي للاتصالات           | 6 أغسطس 1993         | 3 يونيو 1878           |
|             | الأمم المتحدة                      | 28 مايو 1993         | 24 أكتوبر 1945         |
|             | منظمة الشرطة الجنائية الدولية      | ?                    | ?                      |
|             | البنك الدولي للإنشاء والتعمير      | 6 يوليو 1994         | 31 أغسطس 1961          |
|             | الاتحاد البريدي العالمي            | ?                    | ?                      |
|             | مؤسسة التنمية الدولية              | 6 يوليو 1994         | 1 أكتوبر 1974          |
|             | وكالة ضمان الاستثمار متعدد الأطراف | 10 سبتمبر 1996       | 22 أبريل 2008          |

## وصلات خارجية
- موقع وزارة الخارجية النيوزيلندية